# أنظمة ميكانيكية دقيقة
أنظمة ميكانيكية دقيقة (بالإنجليزية: Microoptomechanical systems)‏ المكتوبة أيضًا على أنها أنظمة ميكانيكية بصرية دقيقة ، وهي فئة خاصة من الأنظمة الكهروميكانيكية الدقيقة (MEMS) التي تستخدم مكونات بصرية وميكانيكية ، وليست إلكترونية.